# Американская серебристая чайка
Американская серебристая чайка, или американская чайка (лат. Larus smithsonianus), — вид птиц рода чаек семейства чайковых. Широко распространённая по всей Северной Америке (прежде всего в Канаде и США) и восточных регионах Евразии птица, Международным союзом охраны природы оцениваемая как вид, вызывающий наименьшие опасения.

## Систематика
Американская серебристая чайка описана в 1862 году Э. Куэсом по образцам из коллекции Смитсоновского института, получив видовое название Larus smithsonianus. Уже в 1886 году Американское орнитологическое общество понизило её ранг до подвида европейской серебристой чайки — Larus argentatus smithsonianus. Эта позиция Американского орнитологического общества оставалась неизменной до 2020-х годов. В 1950-е годы К. Х. Воус высказывал мнение, что американская серебристая чайка не является даже валидным подвидом, однако большинство авторов считали её отличия от европейской серебристой чайки достаточными для разделения.
В 2007 году в рамках пересмотра таксономии птиц Британских островов группа европейских орнитологов рекомендовала на основании ряда морфологических и генетических характеристик, а также несмешивания популяций выделить отдельный «арктико-тихоокеанский» вид чаек, вернув ему название L. smithsonianus. Согласно этому отчёту, L. argentatus vegae и L. argentatus mongolicus, частью источников рассматриваемые как отдельные виды, синонимичны американской серебристой чайке. В 2008 году Британский союз орнитологов согласился с данной рекомендацией и с тех пор рассматривает американскую серебристую чайку как отдельный вид. В 2014 году эта позиция была принята также авторами справочного издания Handbook of the Birds of the World.
В районах гнездования в Арктике часта гибридизация с чайкой-бургомистром. Гибридные особи по окраске похожи на американскую серебристую чайку, но более светлые; мелкие экземпляры, особенно самки, внешне похожи на чаек Тэйера и подвид полярной чайки L. glaucoides kumlieni.

## Внешний вид
Крупная чайка, размерами и видом схожая с номинальным подвидом европейской серебристой чайки и, как правило, превосходящая представителей западноевропейского подвида Larus argentatus argenteus. От последнего отличается также более мощным клювом, маленькой головой и более плоским лбом. Длина крыла у взрослых самцов в диапазоне от 42 до 47 см (среднее значение 44,6 см), у взрослых самок от 41 до 45 см (среднее значение 43,0). Длина клюва у самцов от 48,3 до 62,1 мм, у самок 44,2—57,7 (средние значения 55,5 и 51,8), длина цевки 58,3—75,5 и 55,3—66,5 мм (средние значения 66,0 и 61,8 мм). Масса тела у чаек Великих озёр 797—1250 г у самцов, 600—1240 г у самок; в популяции Массачусетса разброс по массе ниже. Наблюдается постепенное увеличение размеров тела с запада на восток американского ареала: самые крупные и тяжёлые экземпляры встречаются на северо-востоке континента, в частности, на Ньюфаундленде, где по габаритам приближаются к бургомистрам. У этих птиц самые сильные клювы и ноги и самая плоская голова в рамках вида. Напротив, для популяции тихоокеанского побережья Северной Америки характерны более изящное телосложение и тонкий и узкий, мягко изгибающийся к концу клюв. Тихоокеанские представители американской серебристой чайки по внешности ближе к восточносибирской чайке. Несмотря на общие меньшие размеры, у чаек западного побережья в среднем более длинные крылья и лапы.
От бургомистра, серокрылой и западной чаек американскую серебристую чайку отличает более стройное телосложение, ближе к центру посаженные глаза и более тонкий клюв с узким концом и слабее выраженным углом изгиба подклювья. Голова более круглая, максимальной высоты часто достигает на макушке далеко позади глаз.
Внешне птица очень похожа на европейскую серебристую чайку, и публикация 2007 года, рекомендовавшая её выделение в отдельный вид, подчёркивала, что этот вывод нельзя сделать только на основе различий в оперении; вывод базировался в значительной мере на генетических различиях. Горло и грудь белые, крылья серо-чёрные. Окраску нижней части тела отличает более светло-песочный цвет с лёгким синеватым отливом. Глаза бледные, глазничное кольцо оранжевато-жёлтое. Края рта в месте соприкосновения челюстей жёлтые. Ноздри треугольные или овальные (на востоке ареала вытянутые и щелеобразные, на западе более правильной овальной формы). У взрослых птиц чёрные кончики крыльев (в том числе на 5-6-м первостепенных маховых перьях, в отличие от большинства представителей L. argentatus), с белым зеркалом (иногда полностью белым кончиком) у 10-го и, реже, 9-го первостепенного махового пера. У большинства птиц западного побережья чёрный цвет достигает кончиков первостепенных кроющих перьев крыла, на восточном побережье, в особенности в северной части ареала, чёрная часть пера короче. На 5-8-м первостепенных маховых перьях длинные серые продольные отметины, у сидящей птицы продолжающиеся за кончики третьестепенных перьев. У птиц восточного побережья Северной Америки эта черта наиболее ярко выражена, отметины напоминают «низку жемчуга», как у восточносибирской и тихоокеанской чаек.
В летнем оперении голова белая, клюв яркого оранжево-жёлтого цвета с красным пятном в месте изгиба подклювья. Лапы розоватые или серовато-телесного цвета, в начале брачного сезона у некоторых особей цевка приобретает желтоватый оттенок. В зимнем оперении на голове хорошо заметны бурые отметины и пятна, часто образующие капюшон и полумаску вокруг бледных «рыбьих» глаз. В целом цвет отметин менее яркий и их площадь меньше, чем у европейской серебристой чайки. У восточной популяции отметины наиболее тёмные и обширные, спускающиеся на туловище по обе стороны груди. Клюв более тусклый, с хорошо заметными тёмными отметинами, пятно на подклюве оранжеватое и меньшее по размерам, чем у европейской серебристой чайки.
Неполовозрелые особи демонстрируют широкое разнообразие в окраске, но как правило темнее, чем оба подвида европейской серебристой чайки. Часта серо-бурая окраска, реже однородно бурая, напоминающая молодых особей чайки Хеерманна, почти без белого цвета на хвосте.

## Образ жизни
Среда обитания вида — моря, в том числе вблизи берегов, а также пресноводные водоёмы и заболоченные местности внутри материка. Может обитать на поросших травой пустырях вокруг аэродромов и мусорных свалках. Вид в основном оседлый, но часть популяции откочёвывает на зимовку на юг.
Стайная птица, гнездится колониями. Гнёзда строит обычно вблизи от воды, как правило в углублении в песке или земле, которое выкладывает травой, мхом, перьями, кусками пластика и другого мусора. Самка откладывает от 1 до 3 яиц, которые оба родителя высиживают на протяжении 26—28 дней. Птенцы покидают гнездо в возрасте 42—45 дней.
Всеядный вид. Помимо рыбы, в рационе присутствуют моллюски, мелкие млекопитающие и птицы, насекомые, птичьи яйца, падаль и объедки. Пищу подбирает с поверхности воды или ныряет за ней, может отнимать у других птиц. Легко уживается с человеком, ищет пищу на помойках в жилых районах, автомобильных стоянках у ресторанов и в рыболовецких портах.

## Распространение и охранный статус
Гнездовой ареал в Северной Америке — от Аляски на восток через территорию Канады до Гудзонова залива и острова Ньюфаундленд и на юг до Великих озёр и побережья Северной Каролины. Ареал зимовок от юга Аляски до Мексики, а в восточной части континента — от Великих озёр и Массачусетса до Карибского бассейна и Центральной Америки вплоть до Венесуэлы, где встречается достаточно редко.
Если рассматривать таксоны vegae и mongolicus как часть вида Larus smithsonianus, то гнездовой ареал американской серебристой чайки включает Северную и Восточную Азию, в том числе КНДР, Монголию, восточную часть России и Китай. Напротив, авторы, рассматривающие азиатских чаек как отдельные виды, лишь в начале 2020-х годов подтвердили проникновение американского вида в территориальные воды Восточной России (у юго-западных бергов Камчатки) и рассматривают его лишь как зимующий на территориях Японии (Хоккайдо, северный и центральный Хонсю), Южной Кореи и Восточного Китая. В Европе, после того как вид L. smithsonianus был выделен из состава L. argentatus, американскую серебристую чайку считают редкой, хотя и регулярной, гостьей. Чаще всего встречи с ней происходят на Британских островах (в том числе ежегодно в феврале-марте над Ирландией), на Пиренейском полуострове к 2017 году насчитывалось менее 10 подтверждённых наблюдений, достаточно часто представителей вида наблюдают в Исландии и на Азорских островах, единичные встречи зафиксированы в Норвегии и во Франции.
По состоянию на 2014 год общая численность вида оценивается в 430—520 тысяч особей. Вероятно, численность незначительно снизилась за предшествующие 40 лет]. До 1980-х годов уменьшалось число птиц в районе Великих озёр, однако одновременно возрастала популяция в Новой Англии. Основную угрозу популяции представляет уменьшение доступного объёма пищи в результате сокращения объёмов отходов рыбного промысла. Сбор яиц местными жителями и столкновения с самолётами и лопастями ветрогенераторов, по-видимому, неспособны существенно повлиять на численность популяции. Международный союз охраны природы относит американскую серебристую чайку к видам, вызывающим наименьшие опасения.